# Бергстрём, Карл
Карл Иван Бергстрём (швед. Karl Ivan Bergström; 10 марта 1937, Эрншёльдсвик, Вестерноррланд — 10 мая 2018, Соллентуна, Стокгольм) — шведский боксёр, представитель полусредних весовых категорий. Выступал за сборную Швеции по боксу во второй половине 1950-х годов, победитель и призёр турниров международного значения, участник летних Олимпийских игр в Риме.

## Биография
Карл Бергстрём родился 10 марта 1937 года в поселении Шелевад провинции Онгерманланд, Швеция. Проходил подготовку в Стокгольме в столичном боксёрском клубе «Юргорден».
Впервые заявил о себе в боксе в 1956 году, когда вошёл в состав шведской национальной сборной и принял участие в матчевых встречах со сборными Венгрии и Нидерландов в Стокгольме, в зачёте первой полусредней весовой категории уступил венгру Палю Будаи, но выиграл у голландца Жана Буври.
В 1957 году завоевал бронзовую медаль на скандинавском чемпионате в Хельсинки, проиграв на стадии полуфиналов финну Пентти Ниинивоури.
На домашнем скандинавском чемпионате 1959 года в Стокгольме взял реванш у Пентти Ниинивоури в полуфинале, тогда как в решающем финальном бою был остановлен датчанином Бенни Нильсеном и вынужден был довольствоваться серебряной наградой.
В 1960 году принял участие в матчевой встрече со сборной Норвегии, выиграв по очкам у норвежца Эгиля Росандера. Благодаря череде удачных выступлений удостоился права защищать честь страны на летних Олимпийских играх в Риме, однако уже в стартовом поединке категории до 67 кг единогласным решением судей потерпел поражение от представителя Ганы Джозефа Ларти и сразу же выбыл из борьбы за медали. После римской Олимпиады Бергстрём уже не показывал сколько-нибудь значимых достижений на международном уровне.
Умер 10 мая 2018 года в возрасте 81 года.